# Niccolò Senni
Niccolò Senni (Roma, 6 settembre 1983) è un attore italiano.

## Biografia
Debutta giovanissimo sul grande schermo con il film L'albero delle pere (1998), regia di Francesca Archibugi, in cui ha il ruolo di Siddharta, per cui vince il premio Marcello Mastroianni alla 55ª Mostra internazionale d'arte cinematografica di Venezia. Tra gli altri suoi lavori, ricordiamo: Il dolce rumore della vita (1999), regia di Giuseppe Bertolucci, Domani (2001), in cui è nuovamente diretto da Francesca Archibugi, e Come tu mi vuoi (2007), regia di Volfango De Biasi.
Nel suo curriculum ci sono anche dei piccoli ruoli in produzioni internazionali come The Life Aquatic with Steve Zissou (2004), regia di Wes Anderson, Mission: Impossible III (2006), regia di J. J. Abrams, e The Moon and the Stars (2007), regia di John Irvin. Nel 2008 ritorna sul grande schermo con il film La seconda volta non si scorda mai, regia di Francesco Ranieri Martinotti, e Tutta la vita davanti, regia di Paolo Virzì, e nel 2009 con Due vite per caso, regia di Alessandro Aronadio.
Tra le partecipazione a produzioni televisive, la miniserie TV di Canale 5, Piper (2009), regia di Francesco Vicario e Preferisco il paradiso (2010), regia di Giacomo Campiotti che lo sceglie tre anni dopo come medico in Braccialetti rossi. Suona la chitarra nella rock band romana Vondelpark.

## Filmografia

### Cinema
- L'albero delle pere, regia di Francesca Archibugi (1998)
- Il dolce rumore della vita, regia di Giuseppe Bertolucci (1999)
- Domani, regia di Francesca Archibugi (2001)
- Le avventure acquatiche di Steve Zissou (The Life Aquatic with Steve Zissou), regia di Wes Anderson (2004)
- Visioni, regia di Luigi Cecinelli (2006)
- Mission: Impossible III, regia di J. J. Abrams (2006)
- Matrimonio alle Bahamas, regia di Claudio Risi (2007)
- Come tu mi vuoi, regia di Volfango De Biasi (2007)
- E lucean le stelle (The Moon and the Stars), regia di John Irvin (2007)
- Tutta la vita davanti, regia di Paolo Virzì (2008)
- La seconda volta non si scorda mai, regia di Francesco Ranieri Martinotti (2008)
- Parlami d'amore, regia di Silvio Muccino (2008)
- I mostri oggi, regia di Enrico Oldoini (2009)
- Io, loro e Lara, regia di Carlo Verdone (2009)
- Due vite per caso, regia di Alessandro Aronadio (2010)
- Vacanze di Natale a Cortina, regia di Neri Parenti (2011)
- Come non detto, regia di Ivan Silvestrini (2012)
- Asterix & Obelix al servizio di Sua Maestà (Astérix et Obélix au service de sa majesté) regia di Laurent Tirard (2012)
- Fuga di cervelli, regia di Paolo Ruffini (2013)
- Le vacanze del piccolo Nicolas (Les Vacances du petit Nicolas), regia di Laurent Tirard (2014)
- Tutto molto bello, regia di Paolo Ruffini (2014)
- Torneranno i prati, regia di Ermanno Olmi (2014)
- Le leggi del desiderio, regia di Silvio Muccino (2015)
- Pecore in erba, regia di Alberto Caviglia (2015)
- Belli di papà, regia di Guido Chiesa (2015)
- Zoolander 2, regia di Ben Stiller (2016)
- Tiramisù, regia di Fabio De Luigi (2016)
- The Young Messiah, regia di Cyrus Nowrasteh (2016)
- Mamma o papà?, regia di Riccardo Milani (2017)
- Orecchie, regia di Alessandro Aronadio (2017)
- Tonno spiaggiato, regia di Matteo Martinez (2018)
- Ci vuole un fisico, regia di Alessandro Tamburini (2018)
- 10 giorni senza mamma, regia di Alessandro Genovesi (2019)
- Anna, regia di Luc Besson (2019) – cameo
- Nel bagno delle donne, regia di Marco Castaldi (2020)
- Notti in bianco, baci a colazione, regia di Francesco Mandelli (2021)
- I cassamortari, regia di Claudio Amendola (2022)
- Una commedia pericolosa, regia di Alessandro Pondi (2023)
- The Equalizer 3 - Senza tregua, regia  di Antoine Fuqua (2023)
- The Palace, regia di Roman Polański (2023)
- Pensati sexy, regia di Michela Andreozzi (2024)
- L'ultima sfida, regia di Antonio Silvestre (2025)

### Televisione
- Don Gnocchi - L'angelo dei bimbi, regia di Cinzia TH Torrini – miniserie TV (2004)
- Boris – serie TV, episodio 1x06 (2007)
- Preferisco il paradiso, regia di Giacomo Campiotti – miniserie TV (2010)
- Cenerentola, regia di Christian Duguay – miniserie TV (2011)
- Braccialetti rossi – serie TV, 19 episodi (2014-2016)
- Francesco, regia di Liliana Cavani – miniserie TV (2014)
- 1992, regia di Giuseppe Gagliardi – miniserie TV (2015)
- Trust – serie TV, 6 episodi (2018)
- Sanctuary – serie TV, episodi 1x01-1x02-1x05 (2018)
- Romolo + Giuly: La guerra mondiale italiana – serie TV, 10 episodi (2019)
- Parlement – serie TV, 10 episodi (2020)
- No Man's Land – serie TV, episodio 1x01 (2020)
- Ritoccàti 2 – serie TV, 1 episodio, regia di Alessandro Guida (2021)
- Parlement 2 – serie TV (2022)
- Senza confini (Boundless), regia di Simon West – miniserie TV (2022)
- Arnoldo Mondadori - I libri per cambiare il mondo – docufilm (2022)
- Marconi - L'uomo che ha connesso il mondo, regia di Lucio Pellegrini – miniserie TV (2024)
- Those About to Die, regia di Roland Emmerich e Marco Kreuzpaintner – miniserie TV (2024)

### Cortometraggi
- Red card, regia di Danilo Cataldo (2003)
- Roman Holiday, regia di Alessandro Aronadio (2008)
- LDM - Ladri di macchine, regia di Gregory J. Rossi (2009)
- Al servizio del cliente, regia di B. Tufarulo (2011)
- Le stagioni dell'amore, regia di Antonio Silvestre (2012)
- Il ritorno di Haircut, regia di Nicolò Lombardi (2012)
- Tinder sorpresa, regia di Riccardo Antonaroli (2015)
- Cani di razza, regia di Riccardo Antonaroli e Matteo Nicoletta (2017)

### Serie Web
- Bla Bla Car Celebrity, regia di Marco Castaldi (2015)
- Segreti - La serie, regia di Matteo Nicoletta e Niccolò Senni (2015)
- I guastafeste, regia di Riccardo Antonaroli (2015)

## Doppiatori italiani
- "Alessandro Sitzia" in The Young Messiah

## Riconoscimenti
- Mostra internazionale d'arte cinematografica di Venezia
  - 1998 – Premio Marcello Mastroianni per L'albero delle pere

- Terminillo Film Festival
  - 2016 – Premio miglior WebSeries[1] per Segreti - La serie